# Fred de Graaf
Godefridus Jan de Graf, detto Fred (Roosendaal, 28 febbraio 1950), è un politico olandese, appartenente al Partito Popolare per la Libertà e la Democrazia, è stato Presidente della Eerste Kamer dal 2011 al 2013.

## Biografia
Funzionario pubblico di professione, nel 1975 si è laureato all'Università di Groninga, e poi fino al 1981 ha lavorato al Ministero dell'Interno. Nel 1976, è entrato a far parte del Partito Popolare per la Libertà e la Democrazia (VVD). Negli anni 1978-1981 è stato consigliere del comune di Voorschoten. Dal 1981 al 1989 è stato sindaco di Leersum, e poi nel 1999 sindaco di Vught. Negli anni 1999-2011 è stato sindaco della città di Apeldoorn. Negli anni 2003-2015 è stato membro della Prima camera, dal 2011 al 2013 ha ricoperto l'incarico di presidente della Eerste Kamer. Diverse volte dalla metà degli anni '90, è stato nominato sindaco provvisorio di varie città, tra cui Amstelveen e Enschede. De Graaf ha annunciato le sue dimissioni da Presidente della Prima camera degli Stati generali a seguito di critiche sulla sua neutralità; rimase in carica fino a quando Ankie Broekers-Knol fu eletta come successore.

### Famiglia
De Graaf è sposato dal 1973 e ha due figlie. È membro della Chiesa protestante e vive ad Apeldoorn.